# Министерство сельского хозяйства Республики Абхазия
Министерство сельского хозяйства Республики Абхазия (абх. Аҧсны Аҳәынҭқарра Ақыҭанхамҩа аминистрра) — центральный орган государственного управления Республики Абхазия, координирующий деятельность по всем вопросам в области сельского хозяйства, взаимодействует со всеми госкомпаниями и другими ведомствами, а также научно-исследовательскими организациями сельскохозяйственного профиля.

## История
21 апреля 2010 года указом № 150 президента Абхазии в ведение Министерства сельского хозяйства Республики Абхазия введена Государственная ветеринарная служба и Государственная инспекция Республики Абхазия по карантину растений.

## Руководство
| №  | ФИО                         | Дата назначения | Дата освобождения | Примечания |
| -- | --------------------------- | --------------- | ----------------- | ---------- |
| 1  | Акаба Юрий Григорьевич      | 1995            | 2 февраля 2000    |            |
| 2  | Сабуа Анатолий              | 2000            | 8 мая 2003        |            |
| 3  | Смыр Виталий Кязимович      | 8 мая 2003      | 2005              |            |
| 4  |                             | 2005            | 2007              |            |
| 5  | Акаба Юрий Григорьевич      | 6 августа 2007  | 18 октября 2011   |            |
| 6  | Джопуа Беслан Цибович       | 18 октября 2011 | 15 октября 2014   | [ 2 ]      |
| 7  | Отырба Рафик Константинович | 15 октября 2014 | 8 апреля 2015     |            |
| 8  | Эшба Тимур Владимирович     | 8 апреля 2015   | 24 августа 2016   |            |
| 9  | Тарба Даур Нуриевич         | 24 августа 2016 | сентябрь 2018     |            |
| 10 | Какалия Амиран Георгиевич   | 30 ноября 2018  | 19 июня 2020      |            |
| 11 | Джопуа Беслан Цибович       | 19 июня 2020    |                   |            |